# Maurice Fournier
Pour les articles homonymes, voir Fournier.
Maurice Fournier, né le 18 janvier 1933 à Lassigny et mort le 28 juin 2024 à Creil, est un athlète français, spécialiste du saut en hauteur.

## Palmarès
- 43 sélections en équipe de France A
- Champion de France du saut en hauteur en 1959 et 1963.
- Il améliore par ailleurs à trois reprises le record de France, le portant à 2,07 m en juillet 1960.
- Il se classe 11e des Jeux olympiques de Melbourne en 1956, et 14e des Jeux olympiques de Rome en 1960 et est porte-drapeau de l’équipe de France aux Jeux olympiques de Melbourne.

## Records
| Épreuve         | Performance | Lieu | Date |
| --------------- | ----------- | ---- | ---- |
| Saut en hauteur | 2,07 m      |      | 1960 |